# Chiến tranh Hussite
Chiến tranh Hussite (hay còn gọi là Chiến tranh Bohemia hay Cách mạng Hussite) là các cuộc chiến diễn ra từ năm 1419 tới năm 1434 giữa những người ủng hộ nhà cải cách tôn giáo Jan Hus(1369-1415) (những người này được gọi là 'Hussite') và nhiều vị vua khác nhau dưới sự bảo trợ của Giáo hoàng để khẳng định thẩm quyền của Giáo hội Công giáo La Mã chống lại Giáo phái Hussite và cũng giữa các phe phái Hussite. Chiến tranh bắt nguồn trực tiếp từ việc Giáo hội bắt giữ một cách ám muội và xử tử Hus trên giàn thiêu ngày 6 tháng 6 năm 1415 ở Konstanz vì tội dị giáo.
Cộng đồng Hussite bao gồm hầu hết các dân Séc của Vương quốc Bohemia và có một sức mạnh quân sự lớn. Họ đã đánh bại năm cuộc thập tự chinh của Giáo hoàng (1420, 1421, 1422, 1427 và năm 1431) và can thiệp vào các cuộc chiến tranh của các nước láng giềng.
Cuộc chiến diễn ra bất phân thắng bại và chỉ thực sự kết thúc sau 1434 khi phe Utraquist ôn hòa của giáo phái Hussite đánh bại phe Taborite cực đoan. Trong Thỏa ước Basel vào năm 1431, các tín đồ Hussite đồng ý phục tùng nhà vua Bohemia và Giáo hội, đổi lại họ được phép thực hành những tín điều cải cách ở xứ Bohemia. Chiến tranh Hussite cũng đi vào lịch sử quân sự như là cuộc chiến đầu tiên ở châu Âu mà súng ngắn đóng một vai trò quyết định.